# Thông Chiapas
Thông Chiapas (danh pháp hai phần: Pinus chiapensis) là một loài cây thân gỗ trong họ Pinaceae. Khu vực phân bố tự nhiên là Chiapas (México) và Guatemala. Tên gọi trong tiếng Tây Ban Nha là Pino de chiapas hay Acalocote. Được tìm thấy ở độ cao khoảng 900-1.500 m. Thông Chiapas là loài bản địa của miền nam Mexico và các khu vực láng giềng của Guatemala nhưng đã được du nhập vào Colombia, Brasil, Queensland (Australia) và Nam Phi.